# 分布式自治组织
分布式自治组织（英語：Decentralized autonomous organization，縮寫：DAO），有时也被称为分布式自治公司（DAC），是一种以開源程式碼来体现的组织，其受控于股东，并不受中央政府影响。 一个分布式自治组织的金融交易记录和程序规则是保存在区块链中的。 目前分布式自治组织确切的法律地位还不清楚。
The DAO项目是最著名的例子，其以吸引风险投资为目标，于2016年六月发起，以众筹的方式吸引了1.5亿美元众筹资金，并立刻被怪客入侵，被其导出了价值5000万美元的加密货币。 在接下来的几个星期，通过以太坊硬分叉的方式，这次入侵的效果被回溯消除了，丢失的钱也因此寻回。大部分以太坊的矿工和客户端都切换成新的分支，才让这种紧急弥补措施得以实施。

## 背景
分布式自治组织的特征之一是通过使用区块链技术提供一个安全的数字账本，以追踪在整个互联网的金融互动，通过信任的时间戳和传播一个分布式数据库来抗伪造。:229 这种方法使得金融事务中无需涉及一个互相可接受信任的第三方，从而简化交易。 对双方信任的第三方的取代以及避免了不同版本合约交换的重复记录所带来的好处，基本可以抵消基于区块链的高昂交易成本和相应的数据汇报问题。例如，如果监管机构允许，区块链的数据在原则上可能取代公共文件，例如契据和称号。:42 在理论上，一块链的项目允许多个基于云计算的用户进入一种松散耦合的点对点的智能合约式的协作关系。:42
丹尼尔拉里默在2013年9月7日发表的一篇文章中第一次提出概念"分布式组织公司" 并且在2014年在比特股，2018年在EOS.IO（页面存档备份，存于）中实现。
維塔利克·布特林声称，只要拥有了基于图灵完备的平台的智能合约，分布式自治组织一旦启动，能在没有人为管理行为条件下，一直有序运行。基于区块链技术，于2015年启动的以太坊，一直被称为符合了图灵完备的要求，因此能支持这样的分布式自治组织。:229 分布式自治组织的目标是开放平台，使个人能控制自己的身份和他们的个人数据。

## 例子

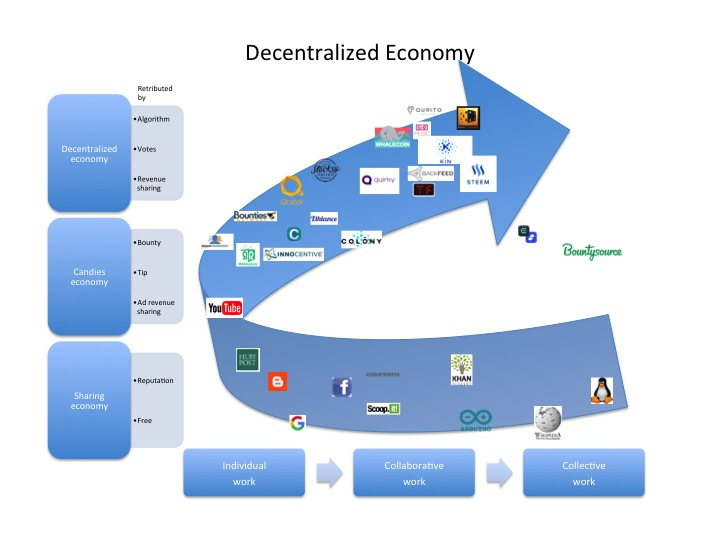
Dao导致了去中心化的经济体制。代币允许的贡献的集体工作的，小额付款，并且跟踪指标，以允许的算法措施的贡献的实用性。

第一个分布式自治组织是Dash 和比特股。其他项目还有 The DAO﹑EOS.IO和 Digix。

## 待解决的问题
对于DAO来说保留一位代理人或进入任何书面合同比较困难，因为在这种“公司”中，没人有兴趣将他们个人名字写入合约。 
(若是寫進合約，會對人身安全造成極大威脅 2021/12/09)

### 社会
股东参与DAO的程度可能会有问题。 比如，比特股 已看到缺乏合适股东参与投票机制的问题，其原因是需要股东们时间和精力来考虑的这些建议。

### 法律责任
这种类型商业组织确切的法律地位目前还不清楚； 一些类似的方案已被 美国证券和交易委员会 视为非法提供的未经注册的 证券。 虽然目前还不清楚，一个分布式自治组织没有合法状态也可以功能上作为一个企业：一种无限责任公司。 这意味着对于参与者来说潜在的无限制的法律责任，即使智能合同的代码或分布式自治组织的提倡者会有不同意见。知名的参与者或者致力于连接分布式自治组织和监管金融系统的人，可能会成为监管执法或民事行动的针对目标。

### 安全
在分布式自治组织上的代码一旦系统建立和运行就很难修改，其中包括修复bug——在中心化代码环境中无微不足道的一件事。更正分布式自治组织需要编写新的代码，并要在迁移所有资金情况上达成一致。尽管代码人人可见，但很难修改。除非整个系统能暂停下来，修正bug，否则公开的安全漏洞会被随意利用。
在2016年，一个特定的分布式自治组织，The DAO项目，在当时的众筹规模创下了纪录。 研究人员指出了在The DAO项目代码中的多个问题。The DAO的运行机制允许投资者能从还没被投入项目使用的钱中抽取出任意金额，因此，资金池很快就被抽完了。尽管The DAO项目的保护措施努力防止牺牲股东投票权来换取成功集资，但代码还是有“一堆安全漏洞”。这让一次从2016年6月中旬开始的从The DAO项目大规模抽取资金的尝试变为了现实。2016年7月20号，以太坊社区达成了共识，用以太坊区块链硬分叉来紧急应对原合约产生的问题。